# Atlantic roundhouse
 (mai 2025).
Si vous disposez d'ouvrages ou d'articles de référence ou si vous connaissez des sites web de qualité traitant du thème abordé ici, merci de compléter l'article en donnant les références utiles à sa vérifiabilité et en les liant à la section « Notes et références ».

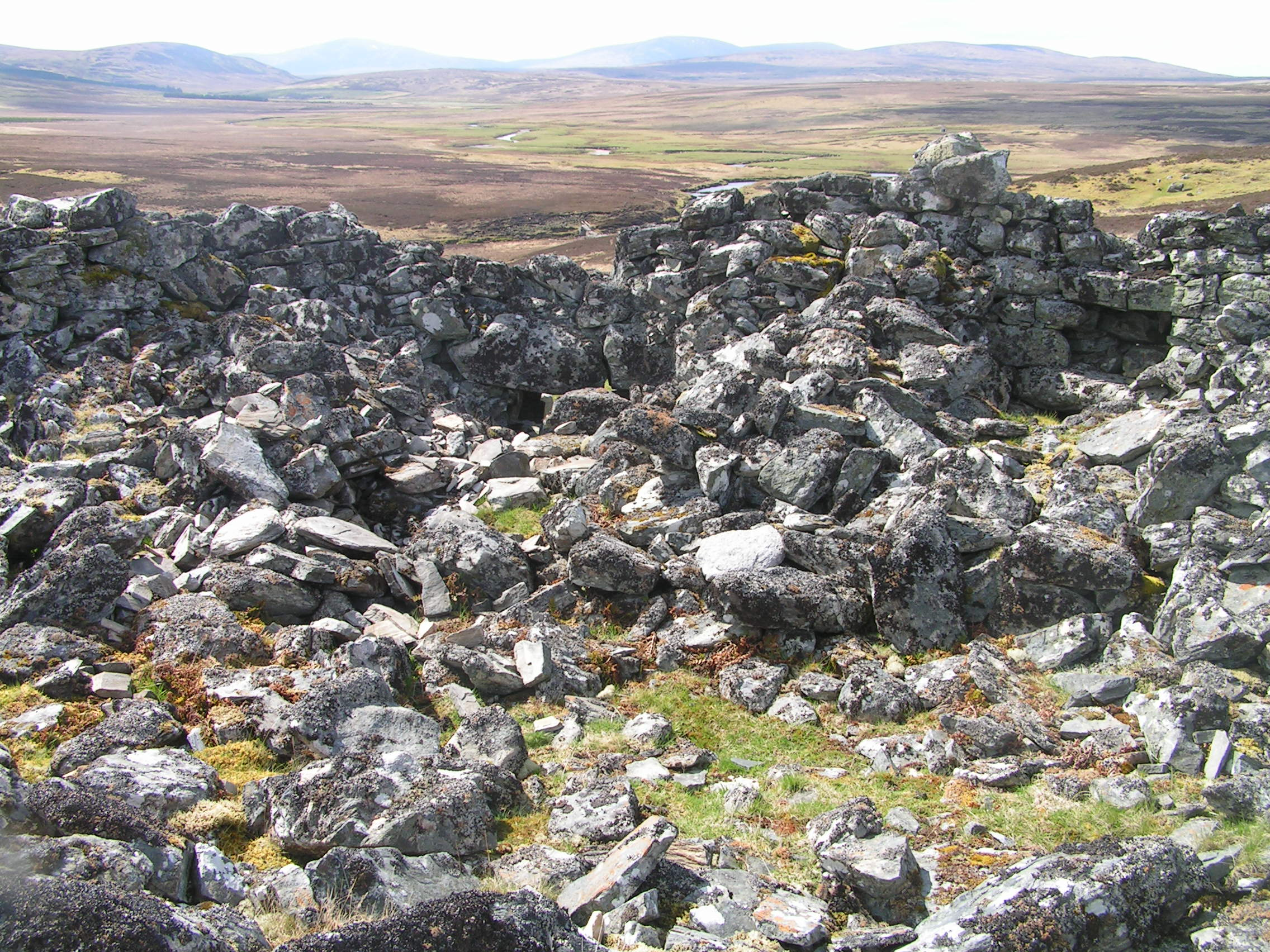
Vue de l'intérieur des vestiges de la rotonde atlantique complexe de Feranach, Sutherland.

Une Atlantic roundhouse est un bâtiment en pierre de l'Âge du fer trouvé dans les parties nord et ouest de l'Écosse continentale, les îles du Nord et les Hébrides.

## Description
Forme d'habitation de l'Âge du fer en pierre sèche, les rotondes atlantiques sont spécifiques de la région. Elles sont divisées par les archéologues en deux grands types, simples et complexes. Elles représentent une évolution des habitations antérieures, telles que Skara Brae, vers des édifices plus ambitieux.
Les rotondes complexes comprennent les brochs, les duns et les wheelhouses.
Sur un corps de pierres, les rotondes auraient eu un toit conique en bois. 

## Exemples
Parmi les rotondes simples, on peut citer celle de Bu, dans les Orcades.
Citons également Dun Ringill sur l'île de Skye, Dun Carloway sur l'île de Lewis, Pierowall sur Westray, et Jarlshof dans les Shetland.

## Reconstitution
Le Dunvegan Community Trust prévoyait de recréer une structure de rotonde de l'Âge du fer à Orbost, sur île de Skye, avec l'aide du financement de la Loterie nationale.